# Demonax ventralis
Demonax ventralis är en skalbaggsart som beskrevs av Charles Joseph Gahan 1906. Demonax ventralis ingår i släktet Demonax och familjen långhorningar.
Artens utbredningsområde är Laos. Inga underarter finns listade i Catalogue of Life.